# Nery Velásquez
Nery Felipe Velásquez Arias (Poptún, 17 oktober 1980) is een Guatemalteeks voormalig  wielrenner. Eind 2009 werd hij door de Guatemalteekse wielerbond voor het leven geschorst vanwege een tweede dopingovertreding.

## Carrière
Tussen 2002 en 2004 werd Velásquez driemaal op rij nationaal kampioen op de weg. Na eerder in 2002 al twee etappes in de Ronde van Guatemala te hebben gewonnen, won hij in 2004 zijn derde etappe en werd hij negende in het eindklassement. Tijdens deze rode van zijn thuisland werd hij echter betrapt op het gebruik van epo, wat hem een schorsing van twee jaar opleverde. Zijn eindklassering werd geschrapt, maar zijn etappe-overwinning behield hij.
Na zijn schorsing werd Velásquez wederom nationaal kampioen op de weg in 2007 en won hij een etappes in de Ronde van Guatemala in 2007 en 2008. In oktober 2009 won Velásquez vier etappes en, met een voorsprong van bijna tweeënhalve minuut op Juan Carlos Rojas, het eindklassement in zijn thuisronde. Echter, op 31 oktober testte hij positief op het gebruik van boldenon. Zijn resultaten in de koers werden geschrapt en Velásquez werd, aangezien het zijn tweede overtreding was, voor het leven geschorst.

## Overwinningen
2002
 Guatemalteeks kampioen op de weg, Elite
4e en 9e etappe Ronde van Guatemala
2003
 Guatemalteeks kampioen op de weg, Elite
2004
 Guatemalteeks kampioen op de weg, Elite
2e etappe Ronde van Guatemala
2007
 Guatemalteeks kampioen op de weg, Elite
2008
7e etappe Ronde van Guatemala
2009
1e, 2e, 5e en 7e etappe Ronde van Guatemala
Eindklassement Ronde van Guatemala